# 이시이 게이이치

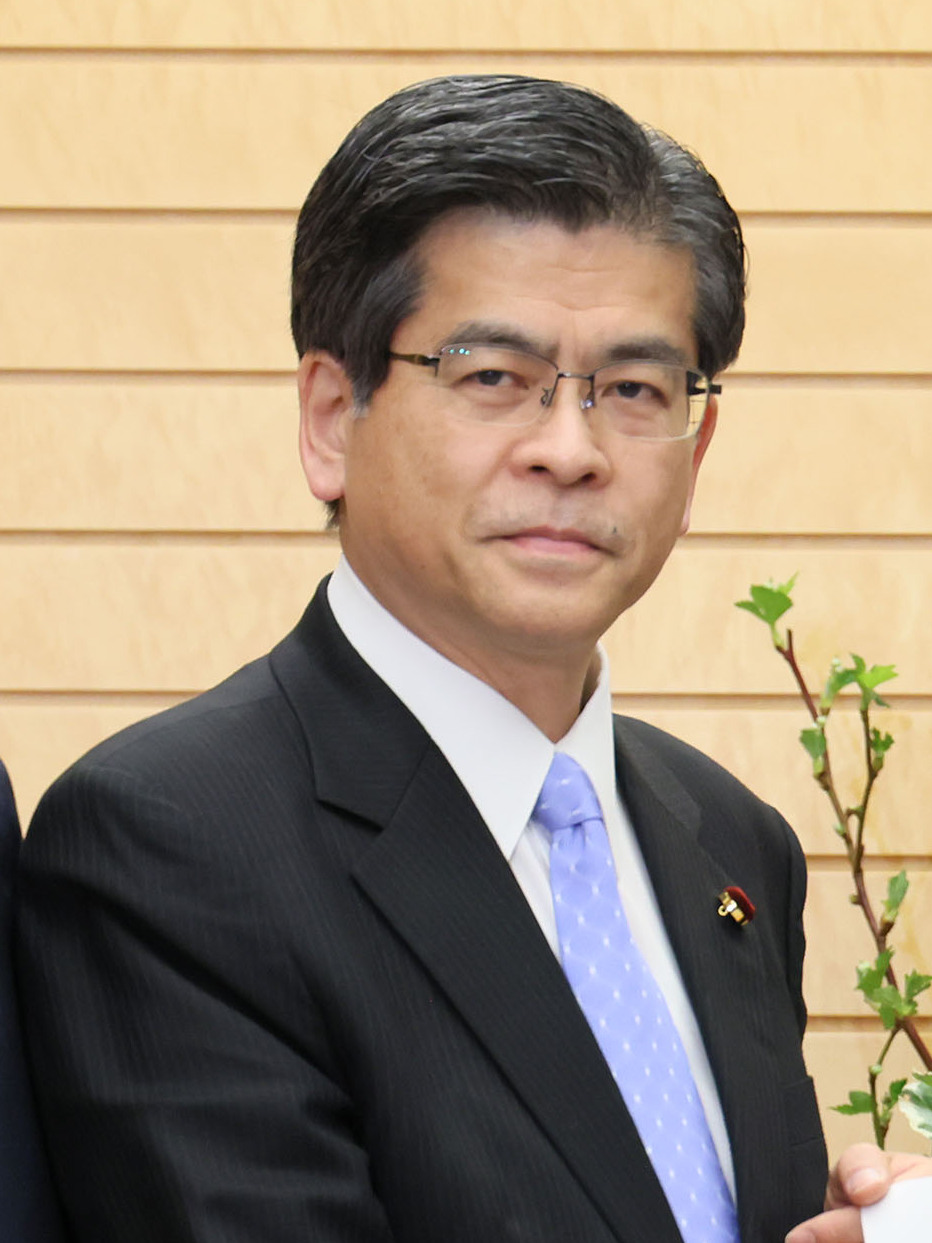
2023년 수상 관저에서

이시이 게이이치(일본어: 石井啓一, 1958년 3월 20일 ~ )는 일본의 정치인이다. 구 건설성 관료 출신이며, 현재 공명당 소속으로 중의원 의원(10회), 공명당 제4대 대표이다. 고이즈미 준이치로 내각의 재무성 부대신, 공명당 정무조사회장, 아베 신조 내각의 국토교통대신, 공명당 간사장 대행 및 간사장을 역임했다.

## 같이 보기
- 공명당